# Nematolebias whitei
Nematolebias whitei är en fiskart som först beskrevs av Myers 1942.  Nematolebias whitei ingår i släktet Nematolebias och familjen Rivulidae. Inga underarter finns listade i Catalogue of Life.